# تيودور ويليام ريتشاردز
تيودور ويليام ريتشاردز (Theodore William Richards) هو كيميائي أمريكي ولد في ولاية بنسيلفانيا في 31 جانفي 1868 وتوفي في كامبريدج (ماساتشوستس) في 2 أفريل 1928. ولد لأب رسام ولأم شاعرة.

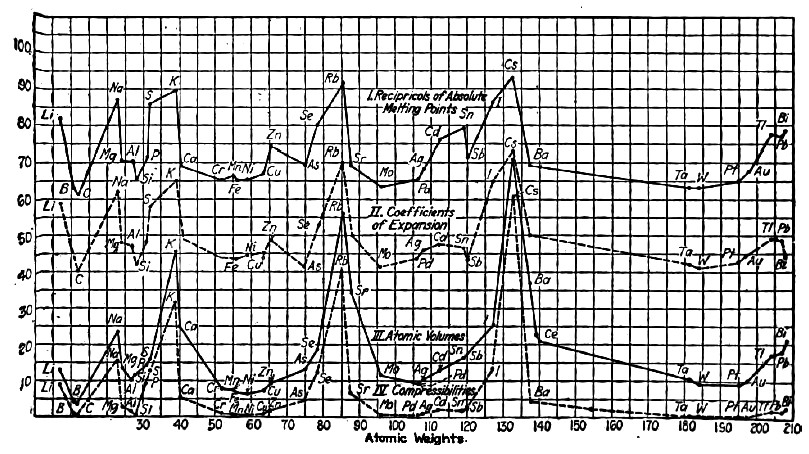
رسم بياني للخصائص الدورية لريتشاردز

تلقى تربيته أولا على يد والدته وسافر إلى ألمانيا وفرنسا. تحصل على دكتوراه من جامعة هارفارد سنة 1885. أمضى بعدها سنة في ألمانيا حيث درس على يد فيكتور ماير. عاد بعدها إلى هارفارد حيث أصبح مساعدا في الكيمياء وبعدها مساعد محاضر وبعدها محاضرا سنة 1901. في سنة 1903 أصبح عميد كلية الكيمياء في جامعة هارفارد. حصل على جائزة نوبل في الكيمياء سنة 1914.

## روابط خارجية
- تيودور ويليام ريتشاردز على موقع الموسوعة البريطانية (الإنجليزية)
- تيودور ويليام ريتشاردز على موقع إن إن دي بي (الإنجليزية)